# キノ (イングランドのバンド)
キノ （Kino）は、英国のネオ・プログレッシブ・ロック・バンド。他のプログレッシブ・ロック・バンドやグループで知られるメンバー（アリーナ、アーバンのジョン・ミッチェル、マリリオン、エジソンズ・チルドレン、トランスアトランティックのピート・トレワヴァス、イット・バイツのジョン・ベック、ポーキュパイン・ツリーに在籍していたクリス・メイトランド）によって結成された。
バンドは2005年2月に、デビュー・アルバム『ピクチャー』をリリースした。アルバム発売後のツアーではイット・バイツのボブ・ダルトンがメイトランドに代わってドラムを叩いた。
このバンドは2006年から2018年まで活動しておらず、ミッチェルは、オリジナルのシンガー兼ギタリストであるフランシス・ダナリーに代わって、ベック、ダルトンと共に再結成したイット・バイツに参加。2006年にツアーを行い、2枚のアルバムをリリースした。そして、インサイド・アウト・ミュージックのウェブサイトに、キノの情報は表示されなくなった。
しかしながら、2018年1月、ミッチェル、トレワヴァス、ベックにより、ドラマーにクレイグ・ブランデルを迎えてバンドが再結成されると発表された。新しいスタジオ・アルバム『レディオ・ヴォルテール』は、2018年3月にリリースされた。

## ラインナップ

### 現在のラインナップ
- ジョン・ミッチェル (John Mitchell) - リード・ボーカル、ギター (2004年–2006年、2017年–現在)
- ピート・トレワヴァス (Pete Trewavas) - ベース、ベース・ペダル、バック・ボーカル (2004年–2006年、2017年–現在)
- ジョン・ベック (John Beck) - キーボード、バック・ボーカル (2004年–2006年、2017年–現在)
- クレイグ・ブランデル (Craig Blundell) - ドラム、パーカッション (2017年–現在)

### 旧メンバー
- クリス・メイトランド (Chris Maitland) - ドラム、パーカッション、バック・ボーカル (2005年) ※アルバム『ピクチャー』のスタジオ・レコーディング
- ボブ・ダルトン (Bob Dalton) - ドラム、パーカッション、バック・ボーカル (2006年)

## ディスコグラフィ

### アルバム
- 『ピクチャー』 - Picture (2005年)
- 『カッティング・ルーム・フロア』 - Cutting Room Floor (2005年) ※コンピレーション
- 『レディオ・ヴォルテール』 - Radio Voltaire (2018年)